# Daniela Navarro
Daniela Navarro Santodomingo (27 tháng 2 năm 1984) được biết đến với cái tên Daniela Navarro, là một nữ diễn viên và người mẫu người Venezuela.

## Sự nghiệp diễn xuất
Cô bắt đầu tham gia vào thế giới của những vở opera xà phòng vào năm 1997 khi cô 13 tuổi trong vở kịch Así es la vida (Venevisión) đầy kịch tính. Một số trong những tác phẩm xuất sắc nhất trong đó Navarro đã tham gia bao gồm: Lejana como el Viento, Negra consentida, Estrambótica Anastasia, Tomasa te quiero, Corazon apasionado"( Univision), Relaciones Peligrosas (Telemundo) và Marido en Alquiler (Telemundo).

## Người mẫu
Vào tháng 5 năm 2010, cô chụp ảnh cho tạp chí Urbe của Venezuela.    

## Cuộc sống chuyên nghiệp
Sau khi lên màn ảnh ở Telenigsas của Venezuela khi chỉ mới 13 tuổi trong bộ phim truyền hình tuổi teen Así es la Vida với Alberto Giarroco, cô cảm thấy khó khăn để tiếp tục diễn xuất vì việc học của cô chưa kết thúc nên cô đã nghỉ hưu vài năm để học xong trung học, cho rằng không có học sinh nào ở Caracas, nhưng trong các thung lũng của Tuy. Sau khi tốt nghiệp, cô chuyển đến với bà ngoại của mình, Columbite, (cách bà cô gọi cháu). Cô tự xác định mình là người hướng nội nhưng lắng nghe 'hành động' mở ra một cách hoàn hảo để phát triển vai trò đã được trao. Vai trò của họ trở nên quan trọng hơn ở Venezuela vào năm 2009 với telenovela Tomasa te quiero nơi cô đóng vai Fabianita.
Navarro đã nhảy lên danh tiếng quốc tế vào năm 2011 với telenovela Corazón Apadeado của Univision, trong vai trò hàng đầu của Marielita Campos. Năm 2012, cô ký hợp đồng với Telemundo cho vai phản diện của Olivia Kloster trong Relaciones Peligrosas nơi cô đóng vai một thám tử cảnh sát. Navarro cũng xuất hiện trong Corazón Valiente với vai Clara Salvatierra. Năm 2013, Navarro lại xuất hiện một lần nữa trong <i id="mwKw">Marido en alquiler</i> đóng vai Barbara González.